# کریستا هارموتو
کریستا هارموتو (انگلیسی: Christa Harmotto؛ زادهٔ ۱۲ اکتبر ۱۹۸۶) بازیکن والیبال اهل آمریکا، عضو و کاپیتان تیم ملی والیبال زنان ایالات متحده آمریکا است. او در کالج در تیم دانشگاه ایالتی پنسیلوانیا از سال ۲۰۰۵ تا ۲۰۰۸ بازی کرد و در سال ۲۰۰۹ به تیم ملی ایالات متحده آمریکا پیوست.
کریستا به همراه آمریکا در المپیک ۲۰۱۲ حضور موفق داشت و به مدال نقره دست یافت و در قهرمانی جهان ۲۰۱۴ ایتالیا نیز مدال طلا را به دست آورد که در این مسابقات کاپیتان تیم ملی آمریکا بود.